# Hustisford
Hustisford est un village du comté de Dodge, dans l'État du Wisconsin, aux États-Unis. En 2020, il comptait une population de 1 101 habitants.